# Miloš Perišić (cầu thủ bóng đá)
Miloš Perišić (Милош Перишић, sinh 2 tháng 4 năm 1995) là một hậu vệ bóng đá Serbia, thi đấu cho Borac Čačak.

## Sự nghiệp câu lạc bộ
Perišić ký bản hợp đồng chuyên nghiệp đầu tiên với Partizan năm 2015, sau khi vượt qua hệ thống đào tạo trẻ.